# 1-й Нагатинский проезд
Пе́рвый Нага́тинский прое́зд — проезд, расположенный в Южном административном округе города Москвы на территории района Нагатино-Садовники.

## История
Проезд был образован 16 октября 1973 года и получил своё название по расположению в местности Нагатино.

## Расположение
1-й Нагатинский проезд проходит от Нагатинской набережной Москва-реки на юг, пересекает Нагатинскую улицу, проходит далее на юг, поворачивает на запад, с юго-востока к нему примыкает 2-й Нагатинский проезд, 1-й Нагатинский проезд проходит далее до транспортной развязки Варшавского и Каширского шоссе. Нумерация домов начинается от Нагатинской набережной.

## Примечательные здания и сооружения
По нечётной стороне:
По чётной стороне:

## Транспорт

### Электробус
- с811: от Нагатинской набережной до Нагатинской улицы и обратно

### Метро
- Станция метро «Нагатинская» Серпуховско-Тимирязевской линии — западнее проезда, на Варшавском шоссе

### Железнодорожный транспорт
- Платформа «Нагатинская» Павелецкого направления МЖД — западнее проезда, на Варшавском шоссе